# Eve Titus
Pour les articles homonymes, voir Titus.
Eve Titus, née le 16 juillet 1922 à New York et morte le 4 février 2002 à Orlando en Floride, est un auteur américain de livres pour enfants. Eve Titus est connue surtout pour ses aventures de souris anthropomorphes Anatole et Basil of Baker Street. Elle fut également pianiste de concert et publia des poèmes et des histoires pour enfants dans des magazines.
Presque tous les livres de Eve Titus ont été illustrés par Paul Galdone. Les aventures de Basil of Baker Street ont par ailleurs fait l’objet d’une adaptation en dessin animé : Basil, détective privé, un « Classique d’animation » des studios Disney sorti en 1986.

## Œuvre
- Anatole
  - Anatole (1956)
  - Anatole and the Cat (1957)
  - Anatole and the Piano (1966)
  - Anatole and the Pied Piper (1979)
  - Anatole and the Poodle (1965)
  - Anatole and the Robot (1960)
  - Anatole and the Thirty Thieves (1969)
  - Anatole and the Toy Shop (1970)
  - Anatole in Italy
  - Anatole Over Paris (1961)

- Basil of Baker Street
  - Basil of Baker Street (1958)
  - Basil and the Lost Colony (1964)
  - Basil and the Pygmy Cats (1971)
  - Basil in Mexico (1976)
  - Basil in the Wild West

- Autres
  - The Kitten Who Couldn’t Purr
  - Mouse and the Lion (1962)
  - Mr Shaw's Shipshape Shoeshop (1970)
  - The Two Stonecutters (1967)
  - Why the Wind God Wept (1972)